# Chehaima
Chehaima (în arabă شحيمة) este o comună din provincia Tiaret, Algeria.
Populația comunei este de 8.181 de locuitori (2008).